# Президентский дом (Выборг)
Президентский дом (иначе — дом президента Выборгского гофгерихта, дворец президента Выборгского надворного суда) — двухэтажное здание в историческом центре города Выборга. Обращённый фасадом к Соборной площади дом в стиле русского классицизма на углу улиц Сторожевой Башни и Театральной включён в перечень памятников архитектуры.

## История
В 1839 году по указу императора Николая I был учреждён Императорский выборгский гофгерихт — судебный орган в Великом княжестве Финляндском, промежуточное звено между судами второй инстанции и Императорским финляндским сенатом. Он разместился в бывшем губернаторском доме. А на соседнем участке была возведена резиденция президента суда, которым императорским указом был назначен бывший выборгский губернатор Карл Густав Маннергейм. 
Проект президентского дома, разработанный в 1842 году обер-интендантом Э.Б. Лорманом (начальником Интендантской конторы, в ведении которой находилось всё строительство в Финляндии), был в 1844 году утверждён Николаем I в Царском селе. Строительные работы завершились в 1847 году. Возведённый на возвышенном участке и обращённый симметричным фасадом к главной городской площади XIX века двухэтажный дом с портиком и балконом с ажурной металлической решёткой под треугольным фронтоном с пилястрами на уровне второго этажа вписался в архитектурный ансамбль общественных зданий в стиле классицизма: городского собора, здания городского общества, гостиного двора и городского театра. Первый этаж рустован; главный зал на втором этаже выделен большими полуциркулярными окнами. 
После поражения Финляндии в Советско-финской войне (1939—1940) суд был эвакуирован в Куопио и переименован в Восточно-Финляндский гофгерихт (апелляционный суд). В послевоенное время в бывшей резиденции президента суда разместился детский сад. Среди частично сохранившихся элементов интерьера — камины и убранство парадной лестницы.